# Samuel West
Pour les articles homonymes, voir West.
Samuel West est un acteur et metteur en scène britannique né le 19 juin 1966 à Hammersmith (Londres).

## Biographie
Samuel West et né dans le quartier d'Hammersmith à Londres. Il est le fils du couple d'acteurs Timothy West et Prunella Scales, et le petit-fils du comédien Lockwood West (en). Son frère cadet est traducteur en France.
Enfant, il n'est pas intéressé par devenir acteur, prévoyant plutôt d'étudier la physique à l'université d'Oxford. Il accompagne ses parents sur les plateaux de tournage et en 1975, âgé de 9 ans, il obtient son premier rôle, le Prince Albert dans la mini-série Edward the King. Il s'ensuit une carrière d'enfant acteur. À l'âge de 12 ans, il se décide à choisir cette voie après avoir vu son père applaudi pour son rôle de Claudius dans Hamlet avec Derek Jacobi au Théâtre Old Vic. 
Après l'obtention, en 1988, de son diplôme de littérature anglaise de l'université d'Oxford, il monte pour la première fois sur scène en 1989 dans le rôle de Michel dans la pièce Les Parents Terribles de Jean Cocteau. En 1992, il donne une prestation remarquée dans le film Retour à Howards End, qui lui vaudra une nomination aux British Academy Film Awards 1993 comme meilleur acteur dans un second rôle.
Au cinéma, il obtient des rôles plus importants dans des films tels que Coup de foudre à Notting Hill (1999) ou Van Helsing (2004). Sa voix expressive est prisée comme voix-off des documentaires télévisés, ainsi que pour les livres audio.
Au théâtre, il joue dans A Life in the Theatre (en), Arcadia, Hidden Laughter... En 2000, il est dans Richard II et en 2001, dans Hamlet avec la Royal Shakespeare Company. En 2001, il obtient le Critics' Circle Theatre Award (en) de la meilleure performance shakespearienne pour Hamlet. En 2002, il devient metteur en scène et dirige sa première pièce de théâtre The Lady's Not for Burning de Christopher Fry. En 2003, il met en scène un opéra, Così fan tutte de Wolfgang Amadeus Mozart, pour l'English National Opera, montrant une véritable oreille musicale. De 2005 à 2006, il est le directeur artistique du Crucible Theatre de Sheffield.

### Vie privée
Samuel West est engagé politiquement, à gauche de l'échiquier politique britannique. Étudiant à l'université d'Oxford, il est membre du Parti socialiste des travailleurs. Il fut également membre de Socialist Alliance jusqu'en 2002.
Il a eu une fille en mai 2014 avec la dramaturge Laura Wade.

## Théâtre

### Comme acteur
- 1989 : Les Parents Terribles de Jean Cocteau
- 1989 : A Life in the Theatre (en) de David Mamet (Haymarket, West End)
- 1991 : Arcadia (National Theatre)
- Hidden Laughter (Chichester Festival Theatre (en))
- The Sea (en) d'Edward Bond (Chichester Festival Theatre (en))
- Mr. Cinders (en) (comédie musicale) (King's Head Theatre)
- L'Importance d'être Constant d'Oscar Wilde (Royal Exchange Theatre)
- Henry IV de William Shakespeare (English Touring Theatre (en))
- 2000 : Richard II de William Shakespeare, mise en scène de Steven Pimlott
- 2001 : Hamlet de William Shakespeare, mise en scène de Steven Pimlott
- 2005 : Beaucoup de bruit pour rien de William Shakespeare, mise en scène de Josie Rourke : Benedick (Crucible Theatre, Sheffield)

### Comme metteur en scène
- 2002 : The Lady's Not for Burning de Christopher Fry (Chichester Festival Theatre (en))
- 2003 : Così fan tutte de Wolfgang Amadeus Mozart (English National Opera)

## Filmographie

### Cinéma
- 1989 : L'Ami retrouvé de Jerry Schatzberg : Comte Konradin von Lohenburg
- 1992 : Retour à Howards End de James Ivory : Leonard Bast
- 1992 : Archipel de Pierre Granier-Deferre : Alan Stewart
- 1994 : A Feast at Midnight (en) de Justin Hardy : Chef
- 1995 : Persuasion de Roger Michell : Mr. Elliot
- 1995 : Carrington de Christopher Hampton : Gerald Brenan
- 1996 : Jane Eyre de Franco Zeffirelli : St. John Rivers
- 1998 : Stiff Upper Lips (en) de Gary Sinyor : Edward
- 1998 : Rupert's Land (en) de Jonathan Tammuz : Rupert McKay
- 1998 : The Dance of Shiva, court métrage de Jamie Payne : Lieutenant Davis
- 1999 : Coup de foudre à Notting Hill de Roger Michell : Co-star d'Anna
- 1999 : Runt, court métrage de Jesse Daniel Lawrence : Pork
- 2000 : Complicity (en) de Gavin Millar : Neil
- 2000 : Pandemonium (Pandaemonium) de Julien Temple : Robert Southey
- 2001 : Iris de Richard Eyre :  Maurice, jeune
- 2002 : 101 Dalmatiens 2: Sur la trace des héros de Jim Kammerud et Brian Smith : Pongo (voix) (vidéo)
- 2002 : Shrink, court métrage de Ben Gooder : George
- 2004 : Van Helsing de Stephen Sommers : Dr Victor Frankenstein
- 2009 : Out of Time, court métrage de Duncan Wellaway : Miller (voix)
- 2009 : Albert Schweitzer de Gavin Millar : Phil Figgis
- 2012 : Week-end royal de Roger Michell : Le Roi George VI
- 2014 : Les Suffragettes (Suffragette) de Sarah Gavron : Benedict
- 2015 : Creditors de Ben Cura : Ex-mari (voix)
- 2017 : Sur la plage de Chesil (On Chesil Beach) de Dominic Cooke : Geoffrey Mayhew
- 2017 : Les Heures sombres (Darkest Hour) de Joe Wright :  Sir Anthony Eden (VF : Guillaume Marquet ; VQ : François-Simon Poirier)

### Télévision

#### Téléfilms
- 1993 : "Voices in the garden/Des voix dans le jardin" de Pierre Boutron  : Marcus Pollock
- 1994 : A Breed of Heroes de Diarmuid Lawrence : Lieutenant Charles Thoroughgood
- 1994 : Open Fire (en) de Paul Greengrass : Steven Waldorf
- 1995 : The Vacillations of Poppy Carew de James Cellan Jones : Victor
- 1995 : Zoya : les chemins du destin de Richard A. Colla : Nicolai
- 1995 : Heavy Weather (en) de Jack Gold : "Monty" Bodkin
- 1996 : Over Here (en) de Tony Dow : Archie Bunting
- 1997 : The Ripper de Janet Meyers : Prince Albert Victor Edward
- 1999 : Hornblower: The Frogs and the Lobsters d'Andrew Grieve : Major Lord Edrington
- 2000 : Longitude (en) de Charles Sturridge : Nevil Maskelyne
- 2002 : Akhenaten and Nefertiti de Tilman Remme : Narrateur
- 2004 : L'Anneau sacré d'Uli Edel : Roi Gunther
- 2006 : Random Quest de Luke Watson : Colin
- 2008 : Margaret Thatcher: The Long Walk to Finchley (en) de Niall MacCormick : Ted Heath
- 2010 : La Relique maudite (Dark Relic) de Lorenzo Sena : Friar George
- 2012 : Moominland Tales: The Life of Tove Jansson d'Eleanor Yule : Narrateur

#### Séries télévisées
. 2020 : All creatures great and small Samuel West as Siegfried Farnon, a veterinary surgeon and owner of Skeldale House
- 1975 : Edward the King (mini-série) : Albert Victor de Clarence "Eddy", âgé de 5 ans (1 épisode)
- 1981 : Nanny : James Lamerton (1 épisode)
- 1982 : Timewatch (documentaire) : Narrateur

- 1986-1993 : Screen Two (en) : Divers rôles (2 épisodes)
- 1989 : Prince Caspian and the Voyage of the Dawn Treader (en) : Roi Caspian
- 1991 : Stanley and the Women (mini-série) : Stephen Duke
- 1993 : The Inspector Alleyn Mysteries (en) : Donald Potter (1 épisode)
- 1993 : Performance : Jack Maitland (1 épisode)
- 1993 : Doctor Who : Cyrian (épisode Dimensions in Time)
- 1994 : As Time Goes By (en) : Terry (1 épisode)
- 1996 : Troubles : Simon (1 épisode)
- 1999 : Battle of the Sexes: in the Animal World : Narrateur (voix)
- 2000 : Biography (en) : Narrateur (voix) (1 épisode)
- 2002 : Meurtres en sommeil : Thomas Rice (2 épisodes)
- 2003 : Cambridge Spies (mini-série) : Anthony Blunt
- 2004 : Foyle's War : Lieutenant Colonel James Wintringham (1 épisode)
- 2005 : Auschwitz: The Nazis and 'The Final Solution' (en) (documentaire) : Narrateur
- 2005 : Aux origines de l'humanité Nova (documentaire) : Humphry Davy (épisode Emc2)
- 2006 : Meurtres à l'anglaise : Tony Wainwright (1 épisode)
- 2007 : Inspecteur Barnaby : Jeremy Thacker (1 épisode)
- 2007 : Rescue Emergency (documentaire) : Narrateur (2 épisodes)
- 2009 : Flics toujours : David Fleeting (1 épisode)
- 2009 : Desperate Romantics (en) : Lord Rosterley (1 épisode)
- 2008-2009 : World War Two: Behind Closed Doors (en) (documentaire) : Narrateur
- 2010 : Hercule Poirot : Dr Constantine (épisode Le Crime de l'Orient-Express)
- 2010 : Garrow's Law (en) : Thomas Erskine (1 épisode)
- 2010 : Any Human Heart (en) : Peter Scabius (âgé)
- 2011 : Londres, police judiciaire : Lucas Boyd (1 épisode)
- 2012 : Eternal Law (en) : Zak Gist
- 2014 : Fleming : L'Homme qui voulait être James Bond (mini-série) : Vice-amiral John Godfrey
- 2013-2014 : Mr Selfridge : Frank Edwards
- 2014 : The Crimson Field (en) (mini-série) : Elliot Vincent (1 épisode)
- 2014 : Jonathan Strange & Mr Norrell : Sir Walter Pole
- 2019 : The Crown : Anthony Blunt (S3 Ep.1 "Olding")
- 2020 : Meurtres au paradis : Donald McCormak (Ep. La Murder Le Diablé)
- 2022 : Slow Horses : Peter Judd

## Distinctions

### Récompenses
- Critics' Circle Theatre Award (en) 2001 : Meilleure performance shakespearienne pour Hamlet

### Nominations
- British Academy Film Awards 1993 : Meilleur acteur dans un second rôle pour Retour à Howards End
- Prix Génie 1999 : Meilleur acteur pour Rupert's Land (en)